# داميان بيرن
داميان بيرن (بالإنجليزية: Damien Byrne)‏ (6 أبريل 1954 في جمهورية أيرلندا - ) هو لاعب كرة قدم أيرلندي في مركز الهجوم. لعب مع أردز وباتريك أتلتيك ودرودا يونايتد ونادي دوندالك ونادي شامروك روفرز ونادي كروسيدرز وهوم فارم ‏ ودوري أيرلندا الحادي عشر ‏.

## وصلات خارجية
- داميان بيرن على موقع قاعدة بيانات كرة القدم.إي يو (الإنجليزية)